# Sirius (phim)
Sirius là một bộ phim tài liệu năm 2013 do Amardeep Kaleka đạo diễn, dựa trên quyển sách Hidden Truth, Forbidden Knowledge (Sự thật bị che khuất, Kiến thức cấm) của nhà nghiên cứu UFO Steven M. Greer. Được tài trợ một phần bởi một chiến dịch Kickstarter thành công, Bộ phim do Thomas Jane làm người dẫn truyện và làm theo những nỗ lực của Greer nhằm tiết lộ những gì ông tuyên bố là thông tin về các dự án năng lượng và kỹ thuật đẩy tuyệt mật.
Sirius có các cuộc phỏng vấn từ các quan chức cũ của chính phủ và quân đội, cũng như các hình ảnh và phân tích DNA của bộ xương cỡ 6 inch (15 cm) với tên gọi là Ata được tìm thấy trong sa mạc Atacama ở miền bắc Chile vào năm 2003. Bộ phim được công chiếu vào ngày 22 tháng 4 năm 2013 tại Los Angeles, California, cũng như trên mạng.

## Sơ lược nội dung
Sirius được chia thành ba phần. Phần thứ nhất bao gồm các nỗ lực của các nhà làm phim để cung cấp bằng chứng cho thấy họ tin tưởng sẽ cho thấy sự tồn tại của trí thông minh ngoài Trái Đất. Phần phim này có các tài liệu của chính phủ, lời khai nhân chứng của chính phủ và quân đội, bằng chứng âm thanh và hình ảnh.
Phần thứ hai bao gồm các cuộc phỏng vấn của những người xác nhận có những công nghệ bí mật đang bị giữ kín trong quá trình phát triển hoặc sử dụng. Một số người được phỏng vấn cũng cho rằng họ có thể thu được năng lượng từ cái mà họ gọi là "trường điểm không", trong khi đó cho rằng công nghệ này đã bị che giấu bởi nhiều nhóm khác nhau. Sirius cũng bao gồm những tuyên bố rằng những chiếc xe phản trọng lực nhân tạo đã được sử dụng trong suốt gần 50 năm qua, một số đã được sử dụng để duy trì các vụ lừa bịp bị người ngoài hành tinh bắt cóc để duy trì quyền kiểm soát dân số.
Phần cuối cùng tìm hiểu cách những nhà làm phim tin rằng sự tiếp xúc hòa bình với người ngoài hành tinh đang được thực hiện thông qua các giao thức CE-5 do Greer phát triển.

## Đón nhận
Sự đón nhận phê bình chủ yếu là tiêu cực. Tạp chí The Hollywood Reporter đã chỉ trích bộ phim này: "Kaleka không quan tâm đến việc lựa chọn người được phỏng vấn, và trong phần trình bày trước hết của mình, các chủ đề có tiềm năng đáng tin cậy sẽ được nhìn nhận bởi sự liên kết, và không thấy rõ giai thoại nào đủ khả năng kể lại xung lực hòng làm tiêu tan sự hoài nghi của người xem." Village Voice cũng đưa ra một đánh giá tiêu cực chủ yếu, thể hiện sự thất vọng đối với bộ phim không sống được với tiềm năng của nó.